# Veľká Čierna
Veľká Čierna (en hongrois : Nagycserna) est une commune de la région de Žilina, en Slovaquie.

## Histoire
La première mention écrite du village date de 1361.

## Démographie

### Évolution de la population
| Année:               | 1994. | 2004.   | 2014.   | 2024.   |
| -------------------- | ----- | ------- | ------- | ------- |
| Nombre de personnes: | 360   | 357     | 348     | 370     |
| Différence:          |       | -0,83 % | -2,52 % | +6,32 % |

| Année:               | 2023. | 2024.   |
| -------------------- | ----- | ------- |
| Nombre de personnes: | 373   | 370     |
| Différence:          |       | -0,80 % |